# Saint-Valentin au Japon
 (décembre 2019).

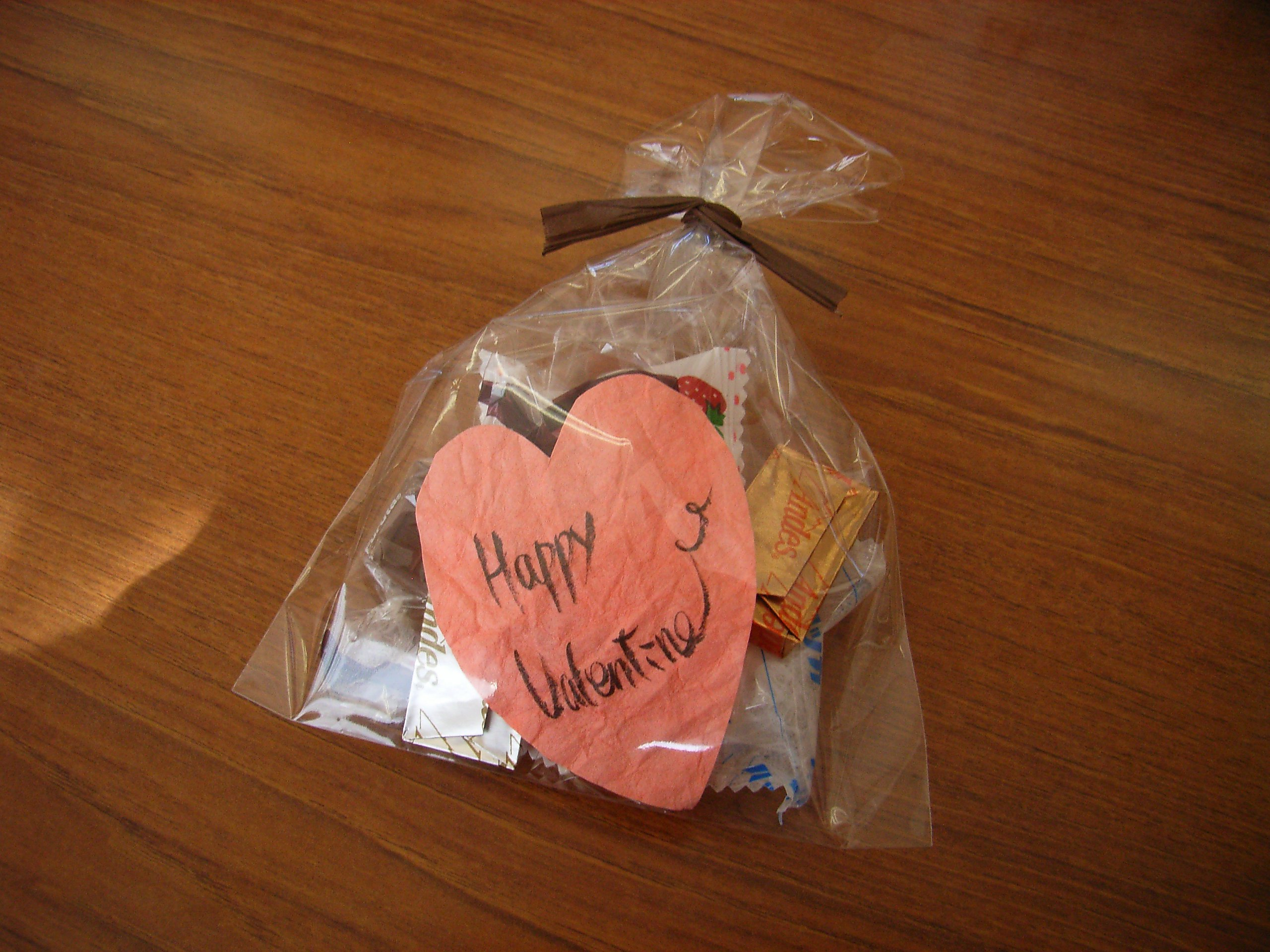
Chocolat giri.

Au Japon, les gens s'offrent différents types de chocolats le jour de la Saint-Valentin (le 14 février) en fonction du sexe de l'expéditeur et du statut social du destinataire.

## Histoire
Au Japon, la Saint-Valentin est introduite par des fabricants de chocolat, entre 1936 et 1960 selon les sources,. Elle devient une fête commerciale où les femmes (uniquement elles) offrent des chocolats aux hommes, le 14 février de chaque année. Malgré le peu d'intérêt que suscite au départ cet évènement, la Saint-Valentin va finalement s'ancrer dans les mœurs et inspirer de nombreux mangas à l'instar de B Gata H Kei.
Dans un second temps, les hommes qui ont reçu des chocolats le 14 février vont avoir l'opportunité d'offrir aux femmes un cadeau en retour, avec la création du White Day (ホワイトデー, howaito dē), célébré le 14 mars. En guise de présent, les femmes reçoivent du chocolat blanc, des bijoux ou de la lingerie (de couleur blanche). La valeur de ces cadeaux peut être trois fois supérieure à celle des chocolats de ces dames. L'absence de cadeau en retour doit être considérée comme le signe d'un amour unilatéral. Cette coutume serait née d'une campagne publicitaire de l’association des confiseurs et pâtissiers datant de 1980.

## Chocolats et signification
Les chocolats donnés par les femmes le jour de la Saint-Valentin aux hommes pour lesquels celles-ci ont des sentiments, à savoir leur mari, leur petit ami ou leur futur petit ami, sont appelés chocolats honmei (本命チョコ, honmei choco, lit. « chocolats du favori »). Ce présent d'une grande valeur sentimentale est considéré comme une marque d'amour.
Les femmes japonaises sont aussi amenées à donner des chocolats aux hommes de leur entourage pour lesquels elles n’ont pas de relations ou d’attachements particuliers, à savoir leurs collègues de travail ou leur supérieur hiérarchique. Ce présent, appelé chocolat giri (義理チョコ, giri choco, lit. « chocolat d'obligation ») est considéré comme une marque de politesse et d’obligation sociale. Lorsque ces chocolats sont destinés aux hommes pour lesquels elles n’ont que peu d'estime, à savoir leurs collègues de travail les moins populaires, on parle de chocolat chō-giri (超義理チョコ, chō-giri choco, litt. « chocolat d'ultra-obligation »)[réf. nécessaire].
Il arrive que des amies, généralement chez les collégiennes et les lycéennes, s'offrent des chocolats tomo (友チョコ, tomo choco, litt. « chocolat de l’amitié »), comme une marque d'affection. Il existe existe également les papa choco (パパチョコ), que les jeunes filles offrent à leur père. On parle dans les deux cas de sewa choco (世話チョコ), des chocolats qui expriment la gratitude. D'autres s'offrent leurs propres chocolats, appelés jibun choco (自分チョコ), les « chocolats pour soi ».
Enfin quelques hommes offrent des chocolats aux femmes le jour de la Saint-Valentin, chocolats que l'on nomme alors gyaku (逆チョコ, gyaku choco, litt. « chocolats inversés »). Cette tendance, observée par le fabricant de chocolat Morinaga & Company depuis 2008, démontre la volonté des Japonais à célébrer la Saint-Valentin de manière plus occidentale, mais surtout de témoigner de la gratitude et de la sympathie envers les femmes qui jusque-là se devaient d'attendre le White Day célébré le 14 mars pour obtenir un retour. Ces chocolats sont reconnaissables à leur emballage dont l'impression est volontairement retournée.

## Fleurs
En 2011, l'Association des industries des fleurs (parrainée par le ministère de l'Agriculture, des Forêts et des Pêches) a lancé une campagne intitulée Flower Valentine (フラワーバレンタイン, Furowā Barentain), visant à doper les ventes des marchands de fleurs en expliquant aux Japonais qu'un homme doit offrir des fleurs à une femme pour la Saint-Valentin, campagne qu'elle a réitérée en 2012.

## Économie
Selon une enquête de l’association des chocolatiers japonais, la Saint-Valentin génère un chiffre d'affaires de 50 milliards de yens, et presque autant pour le White Day.